# BODY AND SOUL
DoCoMo BODY AND SOUL（ドコモ・ボディ・アンド・ソウル）は2002年4月7日から2014年9月28日までJ-WAVEで毎週日曜23:00-23:54に放送されていたラジオ番組。ナビゲーター(DJ)は鳥山雄司。提供はNTTドコモ。

## 概要
ジャズを専門とした番組で、大きく分けて3つのパートに分かれている。
オープニングでは鳥山が放送日当日にまつわる話題や記念日を紹介したのちにそれらに関連づけて曲を紹介する。
中盤パートでは毎週、主に季節に合わせた1つのテーマを設けて、ナビゲーター独自の視点での選曲でジャズを紹介している。一見音楽とは無関係のこじつけに近いとも思われるテーマが多いため、一部では「脳で聞く新感覚ジャズプログラム」とも呼ばれている。これは同局でかつて放送されていた『TOMORROW』で使われるキャッチコピーの捩りである。
最後のパートでは一人のジャズ・ミュージシャンに的を絞り、歴史的な録音などを紹介する。

## 沿革
2002年4月に放送開始。2003年4月からは22時台に放送していたBEAT ON THE ROADとともにDoCoMo MIDNIGHT VOX（日曜22:00-24:00）として括られ後半パートの番組となった。2006年3月限りでBEAT ON THE ROADが終了したのとともに枠組みも解消された。

## 歴代ナビゲーター
- ルーシー・ケント　（2002年4月-2004年7月）

この時期は番組内容が異なっており、ひとりのジャズミュージシャンに注目した特集が番組中盤にある、という構成になっていた。
- 鳥山雄司　（2004年8月-2014年9月）